# El Clarín
El Clarín va ser una revista taurina editada per l'Editorial Carceller entre 1922 i 1934. Editada a la Ciutat de València i en castellà, el primer número va aparèixer el 18 de març de 1922, amb el subtítol de semanario taurino defensor de la verdad. Constava de 8 pàgines, incloent text, dibuix i fotografia. Durant tota la seua trajectòria va rebre acusacions de donar tractes de favor a alguns toreros en les seues cròniques a canvi de publicitat o diners.
El seu preu era de 10 cèntims de pesseta, venent 6.000 exemplars del primer número en dos hores. En 1924 va augmentar el preu a 15 cèntims, provocant una caiguda de vendes. Amb la incorporació de publicitat va baixar de nou el preu, arribant a vendes mitjanes de més de 20.000 exemplars, i superant els 25.000 a mitjans de la dècada de 1920, fet que li va valdre ser la revista líder del sector per davant de Reclam, l'altra gran revista valenciana de toreig.
En 1926 tenia agents de venda a Espanya, sud de França, nord d'Àfrica i Amèrica. L'èxit del setmanari va fer que en 1924 Carceller traslladara l'editorial a un local de 400 metres quadrats al carrer Doctor Moliner de València, encara que sols tres anys abans, en 1921, haguera adquirit una impremta al carrer de la Unió Ferroviària. El local de Doctor Moliner seria ampliat en 1926, i en 1927 adquireix una màquina impressora alemanya per valor de 52.000 pessetes per a imprimir exemplars de la revista, que se situava en unes xifres de 22.000 exemplars impresos. A més dels números ordinaris, publicava números mensuals de 32 pàgines a un preu de 60 cèntims, i almanacs anuals a preu d'una pesseta, amb làmines a color.
La redacció estava composta pel mateix Carceller, Micó i Eladio Miragaya com a redactor en cap. Este últim abandonaria la publicació en 1934, sent substituït pel madrileny Alberto Escobar, fundador de La Verdad Taurina, que en maig de 1935 compraria la capçalera quan Vicent Miguel Carceller abandonara el negoci editorial per a dedicar-se al teatre i cinema.